# وورانیت تاووروانگ
وورانیت تاووروانگ (تایلندی: วรนิษฐ์ ถาวรวงศ์) که بیشتر به نام موک (تایلندی: มุก) شناخته می‌شود، بازیگر و خواننده تایلندی است. او مشهورترین بازیگر زن در شرکت تولید برنامه‌های تلویزیونی جی‌ام‌ام‌تی‌وی (GMMTV) است. وورانیت به خاطر بازی در سریال تلویزیونی تایلندی جوجه اردک زشت: مسابقه عالی (Ugly Duckling Series: Perfect Match)، تولید سال ۲۰۱۵ و سریال بازنده عزیزم (My Dear Loser) معروف است.

## فیلم‌شناسی
سریال تلویزیون
| سال  | شبکه       | نام                              | قسمت | نقش  | نکته     |
| ---- | ---------- | -------------------------------- | ---- | ---- | -------- |
| ۲۰۱۵ | جی‌ام‌ام ۲۵  | سریال جوجه اردک زشت: مسابقه عالی | ۹    |      | نقش اصلی |
| ۲۰۱۷ | جی‌ام‌ام ۲۵  | بازنده عزیزم                     | ۱۰   |      | نقش اصلی |
| ۲۰۱۸ | جی‌ام‌ام ۲۵  | من رو دوباره ببوس                | ۱۴   |      | [ ۲ ]    |
| ۲۰۱۸ | جی‌ام‌ام ۲۵  | به خاطر مینت (Mint To Be)        | ۱۰   |      | [ ۳ ]    |
| ۲۰۱۸ | جی‌ام‌ام وان | عشق در اولین نفرت                | ۱۳   |      | نقش اصلی |
| ۲۰۲۰ | جی‌ام‌ام ۲۵  | فرشته کنار من                    | ۱۲   | سرنا | نقش مکمل |
| ۲۰۲۰ | جی‌ام‌ام ۲۵  | دختر همسایه                      | ۶    |      | نقش اصلی |
| ۲۰۲۱ | جی‌ام‌ام ۲۵  | اوه رئیس من                      | ۱۴   |      | نقش اصلی |
| ۲۰۲۱ | وان ۳۱     | ملکه من                          |      |      | نقش اصلی |